# (31827) 1999 VJ13
1999 VJ13 (asteroide 31827) é um asteroide da cintura principal. Possui uma excentricidade de 0.10611410 e uma inclinação de 25.22587º.
Este asteroide foi descoberto no dia 1 de novembro de 1999 por LINEAR em Socorro.